# 田中森よこた
田中森よこた（たなかもり よこた、6月12日生）は、日本のイラストレーター、漫画家。別名義に「逢坂望美」、「のん」。

## 略歴・別名義
元々京都アニメーションに在籍していたアニメーターで、「逢坂望美」名義で活動していた。2012年2月に退社し、「のん」名義で漫画家・イラストレーターに専念していたが、2020年9月にライトノベルのイラスト担当を降板して以降はこちらの名義では活動はしていない。テレビアニメ放送直前の不自然な降板であったが、理由については「制作上の都合」「事情があった」とされ、詳しい理由は不明。
同人サークル「もげたま」にて「田中森よこた」名義でボーイズラブ作品の同人活動しており、こちらの名義での商業紙での掲載もいくつかあるほか、2023年現在も活動を行っている。
2018年8月31日、電子書籍レーベル「cocoleka」（ココレカ）を立ち上げ、田中森よこた名義での作品の自社配信を開始。

## 作品リスト

### 逢坂望美名義

#### 小説の表紙・挿絵
- 中二病でも恋がしたい!（著：虎虎、KAエスマ文庫）[注 1]

#### アニメ
- 映画けいおん!（第二原画）
- 日常（原画（第19話・第24話・第26話））
- 中二病でも恋がしたい!（キャラクター原案）

### のん名義

#### 漫画
- じょしけん。（『つぼみ』、全1巻）
  - 2013年1月12日発売、ISBN 978-4-8322-4251-7
- 佐伯家長男の妹（『まんがくらぶ』、2017年1月号ゲスト、2017年6月号 - 2018年12月・2019年1月合併号）

#### 小説の表紙・挿絵
- 第三校舎のオルフェウス（著：宮城野はこね、KCG文庫）
- アニソンの神様（著：大泉貴、このライトノベルがすごい!文庫）
- たったひとつの、ねがい。（著：入間人間、メディアワークス文庫）
- 安達としまむら（著：入間人間、電撃文庫）（8巻まで）
- 僕の学園生活はまだ始まったばかりだ!（著：岡本タクヤ、ファミ通文庫）
- 引きこもりたちに俺の青春が翻弄されている（著：棺悠介、一迅社文庫）
- 龍ヶ嬢七々々の埋蔵金（著：鳳乃一真、ファミ通文庫）（8巻以降）
- アネモネ探偵団(1) 香港式ミルクティーの謎（著：近藤史恵、角川つばさ文庫）

#### ゲーム
- 彼女と俺と恋人と。（PULLTOP LATTE/一部原画、キャラクターデザイン）
- クロノス・マテリア（ガスト/一部原画、キャラクターデザイン）
- なついろレシピ（PULLTOP Air/一部原画、キャラクターデザイン）

#### アニメ
- 俺の妹がこんなに可愛いわけがない。（第7話エンディングイラスト）

#### その他イラスト
- ERENA（小野恵令奈、ワーナーミュージック・ジャパン/初回限定盤Bジャケット）
- セツナトリップ（Last Note./イラスト）[10][11]
- EXIT TUNES PRESENTS GUMitia from Megpoid（EXIT TUNES/ジャケット）
- セツナコード（Last Note.、EXIT TUNES/ジャケット）
- 『陰影と質感がわかる! はじめてのデジ絵』（廣済堂マンガ工房/表紙）
- 初音ミクカレンダー2013年（ハゴロモ/1月イラスト）

#### 書籍
- 『non color's のんイラスト集』廣済堂出版、2016年4月27日、ISBN 978-4-331-90148-9
  - 限定版 ISBN 978-4331901472

### 田中森よこた名義

#### 漫画
- わすれんぼベイビー（『gateau』、2017年3月号・4月号）
- 愛しいろくでなしの手放し方（『LiQulle』、Vol.13（2017年） - Vol.21（2018年）、全1巻）
  - 2018年2月25日発売、ISBN 978-4-86554-323-0
- こんなバカネコ好きになるわけが（『gateau』、2017年6月号 - 8月号、全1巻）
  - 2017年9月14日発売、ISBN 978-4-7580-7722-4
- 愛というなまえ（『BF Series』、2018年4月1日 - 8月1日）
- ところで今は何番目でしょうか（『雄っぱい・雄尻BL/調教覚醒BL』、2018年）
  - 2019年1月10日発売[12]、ISBN 978-4-8155-5015-8
- 史郎くんのいちばんめ。（既刊2巻）
  1. 2021年4月9日発売[13]、ISBN 978-4-8155-5054-7
  2. 2025年1月10日発売[14]、ISBN 978-4-8155-5102-5
- 獣のごちそう（全1巻）
  - 2022年5月10日発売[15]、ISBN 978-4-8155-5068-4

読み切り
- 【白雪姫】あなたの世界で一番の（『BLおとぎ話〜乙女のための空想物語〜』3、2016年）
- 生意気淫魔の飼い慣らし方（『b-boyキューブ』2017年1月号）
- 好きになんかならない（『君恋 社会人編』VOL.1[16]、2018年）